# Tawargera
Tawargera é uma vila no sul do estado de Karnataka na Índia

## Demografia
No censo de 2001 a população de Tarwargera contava com cerca de 13.652 habitantes, sendo 6.965 homens e 6.687  mulheres